# Spilosoma
Genre
Spilosoma est un genre de lépidoptères (papillons) de la famille des Erebidae et de la sous-famille des Arctiinae.

## Systématique
Le genre Spilosoma a été décrit par l'entomologiste britannique John Curtis en 1825,. Son espèce type est Bombyx menthastri [Denis & Schiffermüller], 1775, un synonyme de Spilosoma lubricipeda (Linnaeus, 1758).
Les contours du genre Spilosoma sont débattus, et la liste des espèces varie donc selon les sources. Par exemple, certains auteurs considèrent Spilarctia Butler, 1875 comme un synonyme de Spilosoma.

## Liste des espèces
D'après FUNET Tree of Life (2 novembre 2020) :
- Spilosoma daitoensis (Matsumura, 1930)
- Spilosoma erythrozona (Kollar, [1844])
- Spilosoma extrema Daniel, 1943
- Spilosoma fujianensis Fang, 1981
- Spilosoma likiangensis Daniel, 1943
- Spilosoma lubricipeda (Linnaeus, 1758)
- Spilosoma ningyuenfui Daniel, 1943
- Spilosoma punctaria (Stoll, [1782])
- Spilosoma rubidus (Leech, 1890)
- Spilosoma urticae (Esper, 1789)
- Spilosoma virginica (Fabricius, 1798)
- Spilosoma jussiaeae (Poey, 1832)
- Spilosoma latipennis Stretch, 1872
- Spilosoma congrua Walker, 1855
- Spilosoma vestalis Packard, 1864
- Spilosoma dubia (Walker, 1855)
- Spilosoma vagans (Boisduval, 1852)
- Spilosoma pteridis H. Edwards, 1874
- Spilosoma pelopea (Druce, 1897)
- Spilosoma albiventre Kiriakoff, 1963
- Spilosoma alticola Rogenhofer, 1891
- Spilosoma atrivenata Rothschild, 1933
- Spilosoma batesi (Rothschild, 1910)
- Spilosoma baxteri (Rothschild, 1910)
- Spilosoma bipartita Rothschild, 1933
- Spilosoma brunneomixta Toulgoët, 1971
- Spilosoma buryi (Rothschild, 1910)
- Spilosoma castelli Rothschild, 1933
- Spilosoma clasnaumanni Kühne, 2005
- Spilosoma crossi (Rothschild, 1910)
- Spilosoma curvilinea Walker, 1855
- Spilosoma dufranei Kiriakoff, 1965
- Spilosoma elmagna Bucsek, 2012
- Spilosoma euryphlebia (Hampson, 1903)
- Spilosoma feifensis Wiltshire, 1986
- Spilosoma flavidior Gaede, 1923
- Spilosoma gynephaea (Hampson, 1901)
- Spilosoma hercules (Toulgoët, 1956)
- Spilosoma heterogenea Bartel, 1903
- Spilosoma holoxantha (Hampson, 1907)
- Spilosoma immaculata Bartel, 1903
- Spilosoma jordani Debauche, 1938
- Spilosoma karschi Bartel, 1903
- Spilosoma latiradiata (Hampson, 1901)
- Spilosoma malayana Bucsek, 2012
- Spilosoma maniemae Kiriakoff, 1965
- Spilosoma mediocinerea (Toulgoët, 1956)
- Spilosoma mediopunctata (Pagenstecher, 1903)
- Spilosoma melanimon Mabille, 1880
- Spilosoma metaleuca (Hampson, 1905)
- Spilosoma nigrocastanea (Rothschild, 1917)
- Spilosoma nigrocincta (Kenrick, 1914)
- Spilosoma nyasana Rothschild, 1933
- Spilosoma occidens (Rothschild, 1910)
- Spilosoma pales (Druce, 1910)
- Spilosoma pauliani (Toulgoët, 1956)
- Spilosoma pellucida (Rothschild, 1910)
- Spilosoma penultimum Kiriakoff, 1965
- Spilosoma pseudambrensis (Toulgoët, 1961)
- Spilosoma quadrimacula Toulgoët, 1977
- Spilosoma rava (Druce, 1898)
- Spilosoma sinefascia (Hampson, 1916)
- Spilosoma sinnemorum de Vos & van Haren, 2014
- Spilosoma tenuivena Kiriakoff, 1965
- Spilosoma togoensis Bartel, 1903
- Spilosoma turlini Toulgoët, 1973
- Spilosoma wildi de Vos, 2013
- Spilosoma withaari de Vos, 2013
- Spilosoma yemenensis (Hampson, 1916)
- Spilosoma fuscipenne Hampson, 1894
- Spilosoma fusifrons Walker, [1865]
- Spilosoma platycroca Turner, 1940
- Spilosoma purum Leech, 1899
- Spilosoma fujinensis Fang, 1981
- Spilosoma auricostata (Oberthür, 1911)
- Spilosoma brechlini Cerný, 2011
- Spilosoma submargininigra Cerný, 2014

### Espèces européennes
Selon Fauna Europaea (20 février 2023) :
- Spilosoma lubricipeda (Linnaeus, 1758) — l'Écaille tigrée.
- Spilosoma lutea (Hufnaguel, 1766) — l'Écaille lièvre.
- Spilosoma urticae (Esper, 1789) — l'Écaille de l'ortie.

### Espèces nord-américaines
Selon ITIS (26 déc. 2017) :
- Spilosoma congrua Walker, 1855

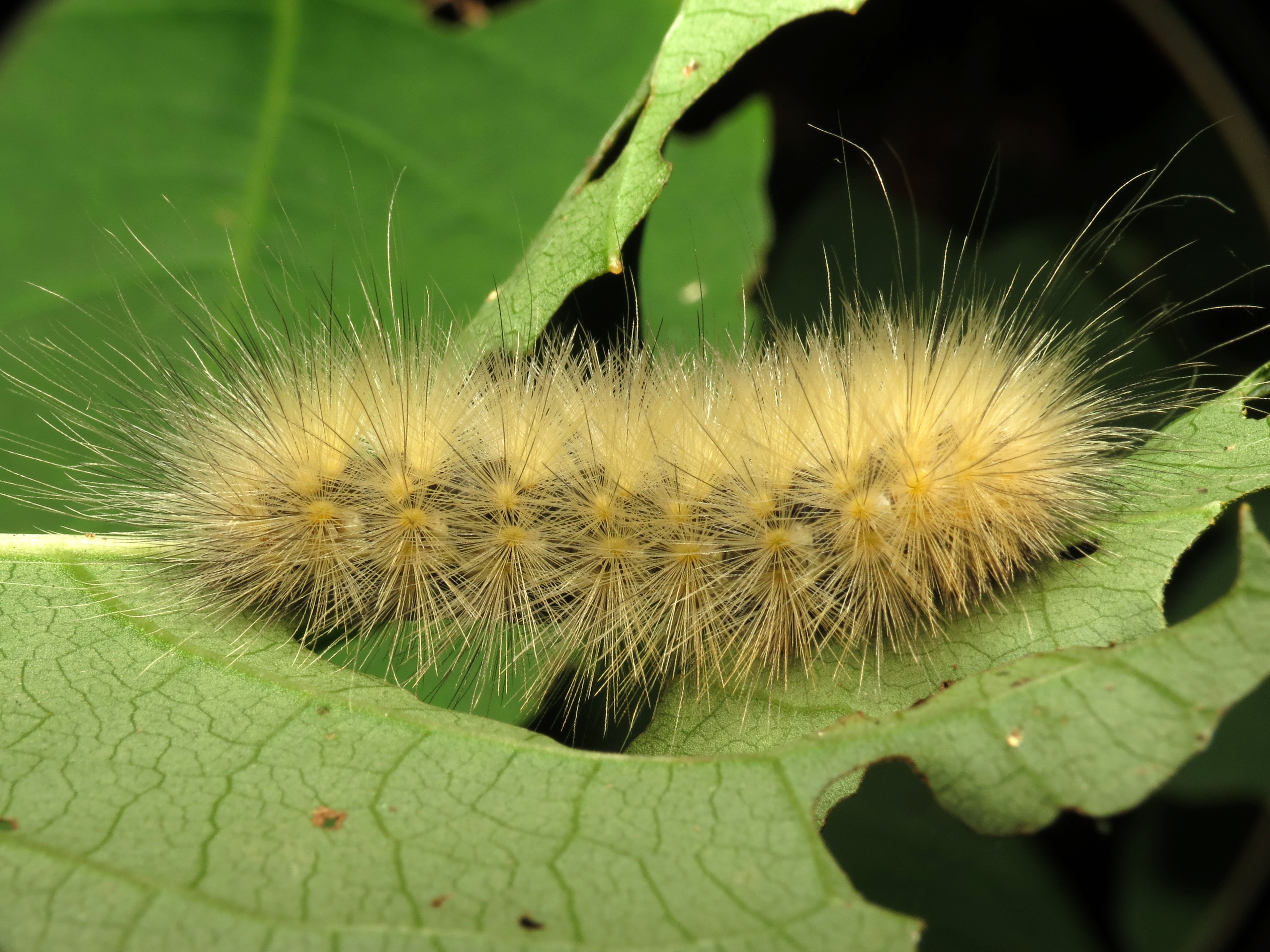
Chenille de Spilosoma virginica.

- Spilosoma danbyi (Neumögen & Dyar, 1893)
- Spilosoma dubia (Walker, 1855)
- Spilosoma latipennis Stretch, 1872
- Spilosoma pteridis H. Edwards, 1875
- Spilosoma vagans (Boisduval, 1852)
- Spilosoma vestalis Packard, 1864
- Spilosoma virginica (Fabricius, 1798) — la Diacrisie de Virginie.